# Glad kristalkopje
Het glad kristalkopje (Didymium difforme) is een slijmzwam uit de familie Didymiaceae. Het groeit saprotroof op kruidachtige plantendelen. Het is bekend van naaldbomen en struiken.

## Verspreiding
In Nederland komt het variabel kristalkopje matig algemeen voor. Het staat niet op de rode lijst en is niet bedreigd.